# Ваља Лунга Горгота (Дамбовица)
Ваља Лунга Горгота (рум. Valea Lungă Gorgota) насеље је у Румунији у округу Дамбовица у општини Ваља Лунга. Oпштина се налази на надморској висини од 328 m.

## Становништво
Према подацима из 2002. године у насељу је живело 717 становника, од којих су сви румунске националности.